# Залядка
Залядка — деревня в Выгоничском районе Брянской области, в составе Выгоничского городского поселения. Расположена в 9 км к юго-востоку от пгт Выгоничи, в 6 км к югу от железнодорожной платформы 32 км. Население — 24 человека (2010 год).

## История
Основана в конце XIX века переселенцами из Белоруссии. До 1922 года в Трубчевском уезде (Красносельская, с 1918 Крестовская волость); в 1922—1929 в Выгоничской волости Бежицкого уезда; с 1929 в Выгоничском районе, а в период его временного расформирования (1932—1939, 1963—1977) — в Брянском районе.
До 1966 года — центр Залядковского сельсовета; в 1966—1975 в Лопушском сельсовете. В послевоенное время работала школа, акушерско-фельдшерский пункт. До 2000-х гг. работало отделение связи (индекс 243364).